# Матеус Монтейро
Матеус Монтейро ду Насіменту (порт.-браз. Matheus Monteiro do Nascimento, нар. 1 березня 2000, Сан-Паулу, Бразилія) — бразильський футболіст, півзахисник білоруського клубу «Торпедо-БелАЗ».

## Життєпис
Нродився в бразильському місті Сан-Паулу. Вихованець «Флуміненсе», окрім якого на юнацькому та молодіжному рівнях виступав за «Боавішту» та «Інтернасьйонал».
Наприкінці лютого 2021 року підписав контракт з «Торпедо-БелАЗом». У футболці жодинського клубу дебютував 19 березня 2021 року в переможному (1:0) виїзному поєдинку 2-го туру Вищої ліги Білорусі проти мозирської «Славії». Матеус вийшов на поле на 75-ій хвилині, замінивши Анатолія Макарова.